# Karen Carney
Karen Julia Carney (Birmingham, Inglaterra; 1 de agosto de 1987) es una periodista deportiva y exfutbolista inglesa. Jugó como centrocampista en varios clubes ingleses hasta su retiro en 2019 mientras formaba parte del Chelsea. Fue internacional con la selección de Inglaterra de 2005 a 2019, período en el que amasó 144 partidos con la camiseta inglesa. Al momento de su retiro, era la segunda futbolista con más apariciones en su selección.

## Clubes
| Club              | País           | Año         |
| ----------------- | -------------- | ----------- |
| Birmingham City   | Inglaterra     | 2001 - 2006 |
| Arsenal L.F.C.    | Inglaterra     | 2006 - 2009 |
| Chicago Red Stars | Estados Unidos | 2009 - 2010 |
| Birmingham City   | Inglaterra     | 2011 - 2015 |
| Chelsea L.F.C.    | Inglaterra     | 2015 - 2019 |